# Bye Bye Blackbird
« Bye Bye Blackbird » redirige ici. Pour les autres significations, voir Bye Bye Blackbird (homonymie).

Bye Bye Blackbird est une composition de Ray Henderson et de Mort Dixon, publiée en 1926. Enregistrée, la même année, par Gene Austin, puis reprise par de nombreux artistes tels que Joséphine Baker, Nina Simone, Louis Armstrong, Frank Sinatra, Johnny Mathis, Etta James, John Coltrane, Miles Davis, Melody Gardot et aussi Ringo Starr sur son premier album solo Sentimental Journey en 1970, elle est devenue un standard de jazz. Paul McCartney, en duo avec la pianiste de jazz canadienne Diana Krall, la reprend aussi sur l'album Kisses on the Bottom en 2012.

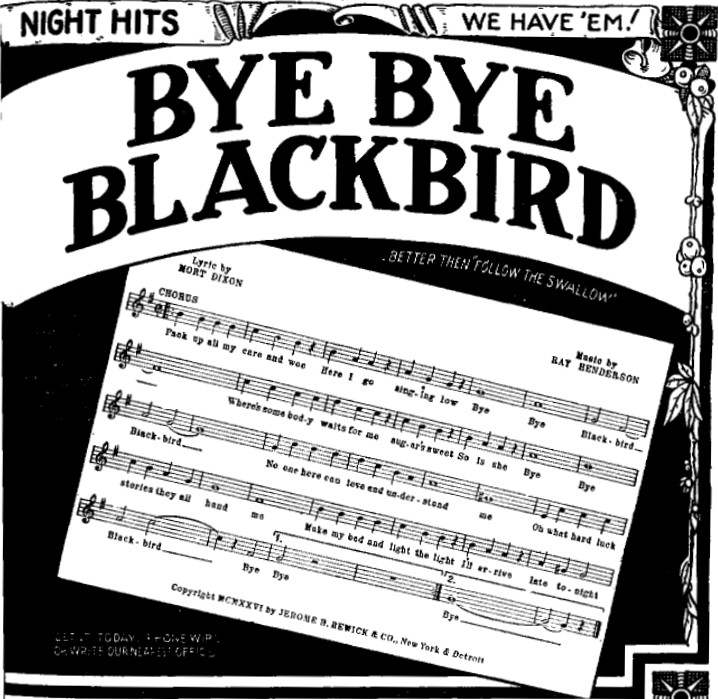
Publicité pour la chanson américaine de 1926 "Bye Bye Blackbird"

La version enregistrée par Gene Austin a reçu le Grammy Hall of Fame Award en 2005.